# Bibliografia latino-americana
O conceito bibliografía latinoamericana se refere ao conjunto de bases de dados e serviços de informação baseados em revistas científicas de América Latina e o Caribe que veio produzindo a Universidad Nacional Autónoma de México (UNAM) desde a década dos anos setenta.
Atualmente, a Bibliografia Latinoamericana está composta pelos seguintes bancos de dados: CLASE (Citações Latinoamericanas em Ciências Sociais e Humanidades); PERIÓDICA (Índice de Revistas Latinoamericanas em Ciências); Latindex (Sistema Regional de Informação em Linha para Revistas Científicas de América Latina, o Caribe, Espanha e Portugal).
Estas bases de dados foram criadas por um visionário grupo de profissionais da informação, quem identificaram a necessidade de registrar, resguardar e dar acesso ao conhecimento latinoamericano publicado nas principais revistas da região. Dentro da UNAM, a instituição impulsora destas bases de dados latinoamericanas foi o Centro de Información Científica y Humanística (CICH) criado em 1971.
Pelo tamanho de sua coleção de revistas latinoamericanas, pela quantidade de registos recopilados e pela duração e consistência do projeto, a Bibliografía Latinoamericana produzida na UNAM constitui um dos mais valiosos acervos para os estudiosos do âmbito latinoamericano e de sua problemática.

## Produtos
Disponíveis de maneira gratuita através do sitio web da Dirección General de Bibliotecas da UNAM [1]:
- CLASE (Citas Latinoamericanas em Ciencias Sociales y Humanidades). Base de dados bibliográfica, com mais de 275,000 registos, dos quais cerca de 12,000 contam com resumos e enlaces ao texto completo dos documentos. Inclui mais de 1,400 revistas especializadas em ciências sociais, humanidades e artes, de mais de 20 países de América Latina e o Caribe. Os artigos originais estão disponíveis através do serviço de fornecimento de documentos da Hemeroteca Latinoamericana da DGB. Enlace direto:
- PERIÓDICA (Índice de Revistas Latinoamericanas en Ciencias). Base de dados bibliográfica com mais de 273,000 registos, dos quais cerca de 15,000 contam com resumos e enlaces ao texto completo dos documentos. A base inclui mais de 1,500 revistas especializadas em ciência e tecnologia, a mais de 20 países de América Latina e o Caribe. Os artigos originais estão disponíveis através do serviço de fornecimento de documentos da Hemeroteca Latinoamericana da DGB. Enlace direto:
- Latindex (Sistema Regional de Información en Linea para Revistas Científicas de América Latina, el Caribe, España y Portugal). Através do trabalho colaborativo, esta iniciativa oferece três bases de dados: Diretório com mais de 16,600 registos; Catálogo, com mais de 3,000 revistas selecionadas e um Índice de Enlaces a Revistas Eletrônicas com cerca de 2,600 enlaces a revistas disponíveis em texto completo. Enlace direto:

Atualmente, o Departamento de Bibliografia Latinoamericana contribui à elaboração de outros dois produtos de informação com componentes de informação latinoamericana:
- ASFA (Aquatic Sciences and Fisheries Abstracts). Base de dados bibliográfica internacional sobre ciências aquáticas e pesca, tecnologia e administração dos recursos e ambientes marinhos de águas salobres e de água doce, incluídos seus aspectos socioeconômicos e jurídicos. Oferece resumos de artigos publicados numas 7,000 publicações periódicas, além de teses, monografias e outra literatura não convencional. A contribuição relativa às revistas mexicanas é produzida no Departamento de Bibliografia Latinoamericana desde 1981.
- SciELO México. Scientific Electronic Library Online. Hemeroteca virtual de livre acesso que inclui o núcleo de publicações acadêmicas mais reconhecidas do país em todas as áreas do conhecimento, previamente selecionadas de acordo com critérios tanto de avaliação de conteúdos como de qualidade editorial. Atualmente dá acesso ao texto completo a mais de 2500 artigos provenientes de 23 revistas acadêmicas mexicanas. Enlace direto:

Em seus mais de 30 anos de existência, produziram-se outras bases de dados como BLAT (Bibliografia Latinoamericana I e II), com informação, recopilada a partir de fontes internacionais, de documentos de autores e instituições latinoamericanos, ou bem cujo objeto de estudo fosse referido à região. Deixou de produzir-se em 1997. MEXINV, como um subconjunto de CLASE, oferecia registos bibliográficos de documentos relativos a México. Deixou de produzir-se na década dos noventa.

## Instituição
As bases de dados que conformam a Bibliografia Latinoamericana são elaboradas atualmente no Departamento de Bibliografia Latinoamericana, Subdirección de Servicios de Información Especializada da Dirección General de Bibliotecas  (DGB) da Universidad Nacional Autónoma de México (UNAM). As bases de dados foram criadas no Centro de Información Científica y Humanística (CICH). Desde a incorporação do CICH à Dirección General de Bibliotecas da UNAM, esta dependência funge como editora responsável.